# Östra Njudungs kontrakt
Östra Njudungs kontrakt, före 1956 benämnt Östra härads kontrakt, var ett kontrakt av Växjö stift inom Svenska kyrkan i Jönköpings län. Kontraktet upphörde 2012 och församlingarna överfördes till Njudungs kontrakt.
Kontraktet motsvarade geografiskt Vetlanda kommun. 
Kontraktskoden var 0612.

## Administrativ historik
Kontraktet omfattade 
- Alseda församling
- Skede församling som 2010 uppgick i Alseda församling
- Ökna församling som 2010 uppgick i Alseda församling
- Karlstorps församling som 2010 uppgick i Alseda församling
- Skirö församling som 2010 uppgick i Alseda församling
- Korsberga församling
- Lemnhults församling som 2006 uppgick i Korsberga församling
- Södra Solberga församling som 2006 uppgick i Korsberga församling
- Nye församling som 2006 uppgick i Nye, Näshult och Stenberga församling
- Näshults församling som 2006 uppgick i Nye, Näshult och Stenberga församling
- Stenberga församling som 2006 uppgick i Nye, Näshult och Stenberga församling
- Vetlanda församling
- Näsby församling
- Björkö församling
- Nävelsjö församling
- Lannaskede församling
- Myresjö församling som 2010 uppgick i Lannaskede församling
- Bäckseda församling
- Kråkshults församling som 1962 överfördes till nybildade Sevede och Aspelands kontrakt i Linköpings stift.

1992 tillkom från Västra Njudungs kontrakt
- Fröderyds församling som 2010 uppgick i Lannaskede församling
- Ramkvilla församling som 2010 uppgick i Lannaskede församling
- Bäckaby församling som 2010 uppgick i Lannaskede församling